# Rosenaustadion
Le Rosenaustadion est un stade situé à Augsbourg qui a  ouvert le 16 septembre 1951. C'est un stade consacré au football et à l'athlétisme d'une capacité officielle de 28 000 places.

## Histoire
Son inauguration a eu lieu le 16 septembre 1951.

## Galerie

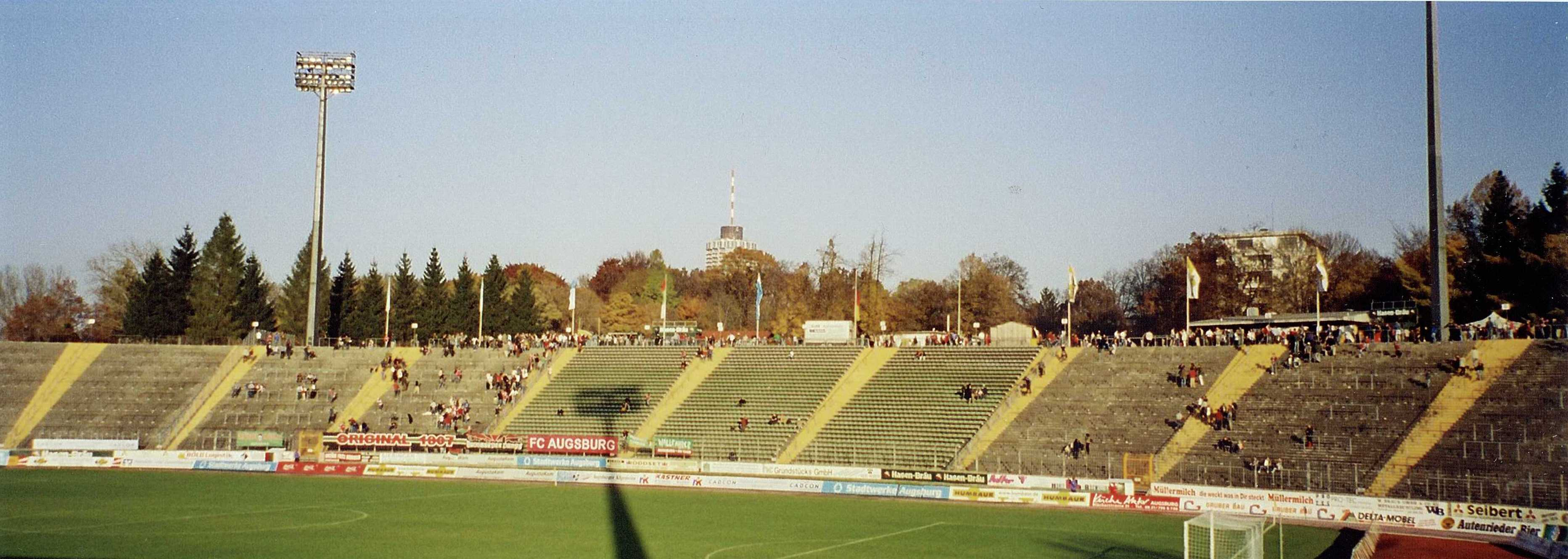